# HMS Penylan (L89)
Le HMS Penylan (pennant number L89) est un destroyer d'escorte de classe Hunt de type III construit pour la Royal Navy pendant la Seconde Guerre mondiale

## Construction
Le Penylan est commandé le 28 juillet 1940 dans le cadre du programme d'urgence de la guerre de 1940 pour le chantier naval de Vickers Armstrong de Barrow-in-Furness en Angleterre sous le numéro J3585. La pose de la quille est effectuée le 4 juin 1941, le Penylan est lancé le 17 mars 1942 et mis en service le 25 août 1942.
Il est parrainé par la communauté civile de l'arrondissement et du district rural de Carmarthen du Comté de Dyfed pendant la campagne nationale du Warship Week (semaine des navires de guerre) en mars 1942.
Les navires de classe Hunt sont censés répondre au besoin de la Royal Navy d'avoir un grand nombre de petits navires de type destroyer capables à la fois d'escorter des convois et d'opérer avec la flotte. Les Hunt de type III se distinguent des navires précédents type I et II par l'ajout de 2 tubes lance-torpilles au milieu du navire. Pour compenser le poids des tubes lance-torpilles, seuls 2 supports de canons jumeaux de 4 pouces ont été installés, le canon en position "Y" a été retiré, le projecteur étant déplacé vers le pont arrière de l'abri en conséquence. Les Hunt de type III pouvaient être facilement identifiés car ils avaient une cheminée droite avec un sommet incliné et le mât n'avait pas de râteau. Quatorze d'entre eux ont vu leurs ailerons stabilisateurs retirés (ou non installés en premier lieu) et l'espace utilisé pour le mazout supplémentaire.
Le Hunt type III (comme le type II) mesure 80,54 m de longueur entre perpendiculaires et 85,34 m de longueur hors-tout. Le Maître-bau du navire mesure 9,60 m et le tirant d'eau est de 3,51 m. Le déplacement est de 1 070 t standard et de 1 510 t à pleine charge.
Deux chaudières Admiralty produisant de la vapeur à 2 100 kPa (21 bar) et à 327 °C alimentent des turbines à vapeur à engrenages simples Parsons qui entraînent deux arbres d'hélices, générant 19 000 chevaux (14 000 kW) à 380 tr/min. Cela donne une vitesse de 27 nœuds (50 km/h) au navire. 281 t de carburant sont transportés, ce qui donne un rayon d'action nominale de 2 560 milles marins (4 740 km) (bien qu'en service, son rayon d'action tombe à 1 550 milles marins (2 870 km)).
L'armement principal du navire est de quatre canons de 4 pouces QF Mk XVI (102 mm) à double usage (anti-navire et anti-aérien) sur trois supports doubles, avec un support avant et deux arrière. Un armement antiaérien rapproché supplémentaire est fourni par une monture avec des canons quadruple de 2 livres "pom-pom" MK.VII et trois  canons Oerlikon de 20 mm Mk. III montés dans les ailes du pont,. Jusqu'à 110 charges de profondeur pouvaient être transportées , avec deux goulottes de charge en profondeur et  quatre lanceurs de charge en profondeur constituent l'armement anti-sous-marin du navire. Le radar de type 291 et de type 285 sont installés, de même qu'une sonar de type 128,. Le navire avait un effectif de 168 officiers et hommes,.

## Histoire

### Seconde guerre mondiale

#### 1942
Après des essais d'acceptation et sa mise en service, le Penylan se rend à Scapa Flow le 31 août 1942, où il rejoint la Home Fleet, pour continuer à être entièrement équipé.
Il se rend à Portsmouth et rejoint la 1re Flottille de destroyers le 9 septembre, mais le service est retardé en raison de défauts de production, et il est réparé dans un chantier naval privé à Londres à partir du 22 octobre, le travail dure jusqu'au 11 novembre.
le Penylan rejoint de nouveau dans la flottille le 9 novembre et prend en charge les fonctions de patrouille et d’escorte de convoi dans la Manche. Le 1er décembre, il participe à la surveillance du convoi PW257. Mais seulement deux jours plus tard, le 3 décembre 1942, lorsque le convoi est attaqué par le  torpilleur allemand Schnellboot S115, il est touché par une torpille à 8 kilomètres au sud de Start Point, dans le Devon, à la position géographique de 50° 08′ N, 3° 39′ O . Cinq officiers et 112 marins du navire sont secourus.
Le Penylan est devenu le destroyer de la classe Hunt avec le temps opérationnel le plus court, avec seulement 30 jours d'opération permanente.

### Honneurs de bataille
- ENGLISH CHANNEL 1942

### Commandement
- Lieutenant (Lt.) Henry Kirkwood (RN) du 16 juillet 1942 au 10 octobre 1942
- Lieutenant Commander (Lt.Cdr.) John Henry Wallace (RN) du 10 octobre 1942 au 3 décembre 1942